# Subdvärg
Subdvärg, ibland betecknad med "sd", är en stjärna med spektraltyp VI enligt Yerkes stjärnklassificering. De definieras som stjärnor med en ljusstyrka på 1,5 till 2 magnituder lägre än för huvudsekvensstjärnor av samma spektraltyp. På ett Hertzsprung–Russell-diagram verkar subdvärgar ligga under huvudsekvensen.
Termen "dvärg" myntades av Gerard Kuiper 1939 för att hänvisa till en serie stjärnor med avvikande spektra som tidigare märktes som "mellanliggande vita dvärgar".